# Grodzisk (Warszawa)

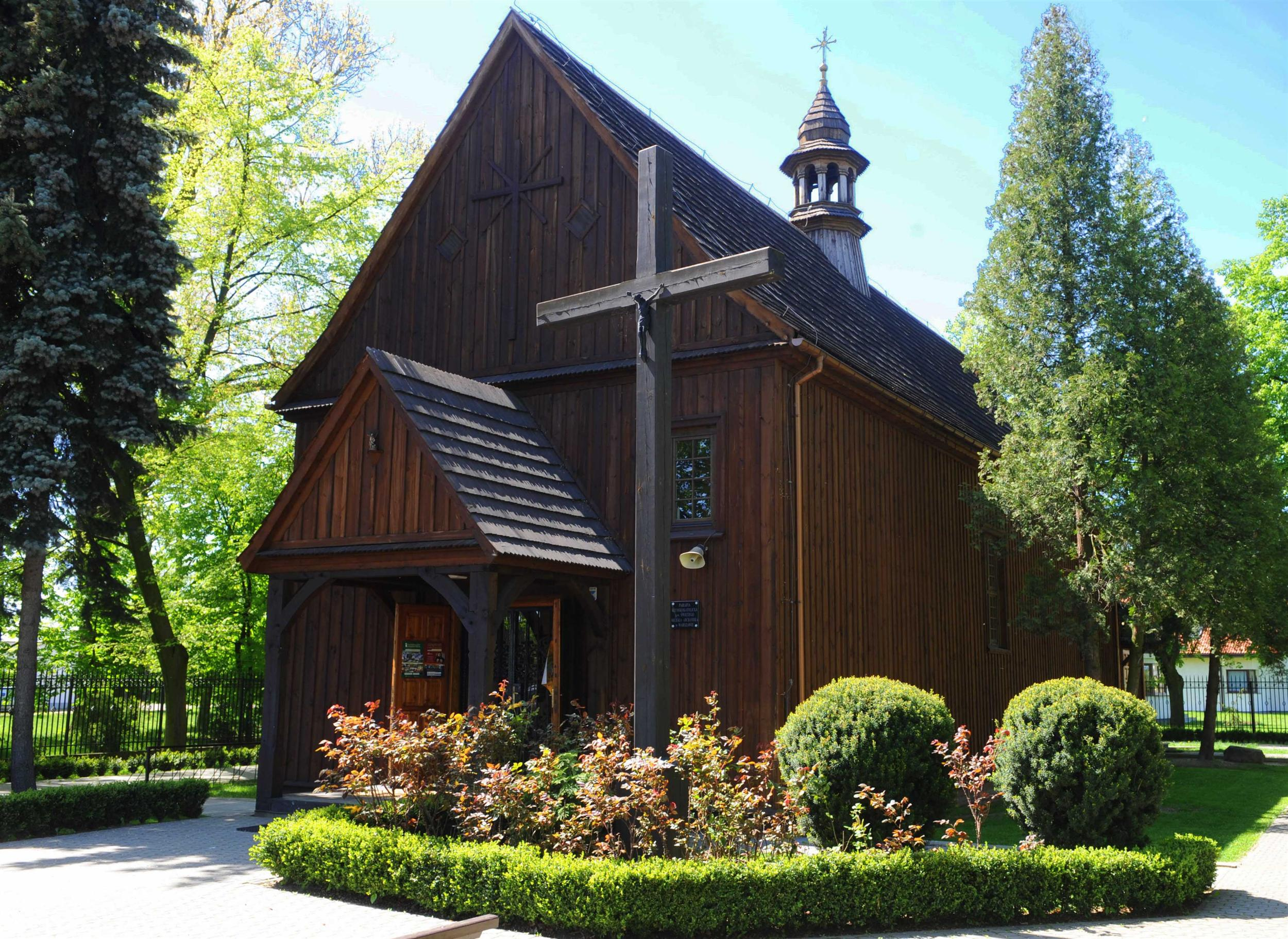
Kościół św. Michała Archanioła

Grodzisk – osiedle i obszar MSI w północno-wschodniej części Warszawy, w dzielnicy Białołęka.

## Opis
Najstarsze ślady potwierdzające obecność człowieka na tym terenie pochodzą z epoki mezolitu (ok. 8000–4000 p.n.e.). Mimo że zorganizowane osadnictwo występowało tutaj prawdopodobnie już w XIII lub XIV wieku, najwcześniejsze wzmianki o wsi Grodzisk należącej wówczas do książąt mazowieckich pochodzą z I poł. XVI w. Mieszkający w niej wówczas chłopi zajmowali się m.in. utrzymaniem pobliskiego tzw. Zwierzyńca Królewskiego Zygmunta III Wazy. W czasie Bitwy pod Warszawą 28–30 lipca 1656 wieś została całkowicie spalona, a wraz z nią leżący nieopodal kościół św. Michała Archanioła oraz zabudowania oo. bernardynów, mieszczące m.in. archiwum i bibliotekę. W połowie XVII w. w miejscu istniejącej osady o nazwie Grodzisko założono nową wieś.
Grodzisk, w przeciwieństwie do innych okolicznych wsi należących do parafii w Tarchominie, podlegał najpierw pod parafię Kamion, a następnie Praga. Przy ul. Głębockiej, będącej dziś jedną z dwóch głównych dróg łączących ten rejon z Targówkiem, znajduje się zabytkowy kościół św. Michała Archanioła. W innym miejscu przy tej samej ulicy rosną dwa dęby szypułkowe, wpisane na listę pomników przyrody.
Około 1825 r. we wsi Grodzisk w 20 domach mieszkały 142 osoby.
W 1921 r. istniał Grodzisk folwark zamieszkały przez 6 osób i Grodzisk wieś zamieszkały przez 237 osób.
W 1943 r. we wsi Grodzisk mieszkało 317 osób.
Po II wojnie światowej planowano budowę lotniska w okolicach wsi Grodzisk, co spowodowało zastój w budownictwie.
W 1976 r. Grodzisk został włączony do granic Warszawy wraz z innymi sąsiadującymi wsiami.
Po wprowadzeniu na Białołęce Miejskiego Systemu Informacji rozszerzono nazwę Grodzisk na okoliczne obszary. Rejon MSI Grodzisk leżący pomiędzy ul. Ostródzką, Zdziarską, wschodnią granicą Warszawy oraz Trasą Toruńską zawiera w sobie również byłe wsie i folwarki Kąty Grodziskie, Lewandów i Augustów oraz fragmenty wsi Białołęka i Brzeziny.
Na obszarze Grodziska dominuje dziś zabudowa wielorodzinna (osiedla Derby, Lewandów oraz Brzeziny) z rozsianą zabudową jednorodzinną. Na terenach niezabudowanych przeważają łąki oraz nieużytki rolne. Głównymi ulicami są Głębocka, Ostródzka, Lewandów, Kąty Grodziskie. Przez rejon przepływa rzeka Długa oraz Kanał Bródnowski.